# Je vous ai compris (téléfilm)
Pour l’article homonyme, voir Je vous ai compris : De Gaulle, 1958-1962.
Je vous ai compris est un téléfilm graphique français de Frank Chiche diffusé en 2013,

## Synopsis
Algérie, avril 1961. Tandis que quatre généraux de l’armée française s’emparent du pouvoir à Alger, voici l’évocation, au travers d'un récit choral, d’une poignée de destins croisés, emportés dans la tourmente et la violence inéluctable de l’Histoire. Jacquot, jeune appelé, est brusquement confronté à l’horreur de la guerre. Thomas, fils de colon et photographe boiteux, rêve de l’OAS Et alors que Sarah, favorable à l’indépendance, tente de fuir les démons qui la hante depuis cette bombe posée dans un café quelques années plus tôt, Malika, elle, rejoint les rangs du FLN et son amoureux Ali.

## Fiche technique
- Réalisation : Frank Chiche
- Production : Magnificat Films - Laurent Thiry
- Studio d'animation : 2d3D Animations
- Scénario original : Frank Chiche
- Adaptation et Dialogues : Georges Fleury et Frank Chiche
- Photographie : Bruno Romiguière
- Musique : Rachid Taha
- Musique Additionelle: Patrick Goraguer et Sodi
- Son : Mathias Leone
- Montage : Frank Chiche et Laurence Bawedin
- Pays :  France
- Durée : 85 min.

## Dates de diffusion
- 1er février 2013 sur Arte
- Septembre 2013 sur TV5Monde

## Distribution
- Karyll Elgrichi : Malika
- François Deblock : Jacquot
- Damien Zanoli : Thomas
- Laura Chiche : Sarah
- Mourad Karoui : Ali
- Chloé Stefani : Janine
- Mohamed Fellag : Hakim, le père de Malika
- Samir Arab : Youssef Valerio
- Jonathan Devred : Thierry
- Gilles Matheron : Adjudant Morand
- Xavier Guerlin : Claude
- Maxence Brabant : le directeur
- Thierry Bertein : le commandant de la base
- Thomas Baelde : Antoine
- Fabienne Winne : Jacqueline

## Prix et distinctions

### Récompenses
- Prix de la Fondation Beaumarchais au 40e Festival du cinéma méditerranéen (Cinémed)
- Prix SACD 2013 de la création interactive
- Meilleure direction artistique au Festival de la fiction TV de La Rochelle 2012[2]
- Prix du Jury au Web Program Festival 2013 (Catégorie Animation)
- Grand Prix du Jury au Marseille Web Fest 2013 (Sélection Another Look)
- Prix du Jury Animation Baja Web Festival 2014

### Sélections
- Festival des films du monde de Montréal 2012
- Festival Tous Écrans de Genève 2013
- Festival BD à Bastia 2013
- Festival Franco-Arabe de Jordanie 2013
- Festival international de la bande dessinée d'Angoulême 2013
- Swiss Web Program Festival 2014
- Liège Web Festival 2014
- Buenos Aires Web Fest 2015
- Festival Carballo Interplay 2015 (Espagne)

## Autour du film
- Le titre fait référence à la phrase prononcée par De Gaulle lors de son discours à Alger le 4 juin 1958.

- Le film a été intégralement tourné en studio, selon la technique du "fond vert", à Roubaix (département du Nord) au Lycée Jean Rostand. Deux plateaux ont été nécessaires pour réaliser l'ensemble des séquences. Certains éléments de décors ou de jeu sont parfois réels (véhicules, portes, bancs, poste téléphonique, etc.), mais l'essentiel (dont les paysages naturels ou urbains, les logements, les casernements) a été créé en effets spéciaux lors de la phase de post-production.

## Adaptation en ouvrage illustré
- Je vous ai compris, de Georges Fleury et Frank Chiche, Casterman, 2013  (ISBN 9782203075375)